# Tsukamurella conjunctivitidis
Tsukamurella conjunctivitidis es una especie de bacteria grampositiva del género Tsukamurella. Fue descrita en el año 2020. Su etimología se refiere a conjuntivitis. Es aerobia, inmóvil, catalasa positiva y oxidasa negativa. Crece en agar sangre con una coloración amarilla, con colonias secas e irregulares. También muestra crecimiento en agar infusión cerebro corazón, TSA, agar chocolate y MacConkey. Temperatura óptima de crecimiento a 37 °C, pero no crece a 10 °C ni a 42 °C. Se aisló a partir de un hisopo conjuntival de un paciente con conjuntivitis en Hong Kong, por lo que puede ser causante de conjuntivitis. 